# 송병준 (방송인)
송병준(1960년 3월 15일 ~ )은 대한민국의 드라마제작사 크리에이티브리더스그룹에이트(구 에이트픽스) 대표이사로, 방송인이자 대중음악 작곡가이다. 대구광역시 출신으로 1983년에 연세대학교 전기공학과를, 1984년에는 툴레도 대학교 대학원 인류학과를 졸업하였으며, 1988년에는 미시간 대학교 인류학과에서 박사과정을 수료하였다. 조카는 에이미이다.

## 학력
- 연세대학교 전기공학과 학사
- 툴레도 대학교 대학원 인류학과 졸업
- 미시간 대학교 인류학과 박사과정 수료

## 상훈
- 2013년 대한민국 대중문화예술상 대통령 표창
- 2001년 문화진흥 공로 국무총리 표창
- 1997년 백상예술대상 음악상 '지독한 사랑'
- 1995년 전국PD연합회 특별상 작곡상

## 방송
- 울트라 (제작, 2022)
- 와글와글 시장가요제 (제작, 2018)
- 언니는 살아있다 (제작, 2017)
- 그래, 그런거야 (제작, 2016)
- 이브의 사랑 (제작, 2015)
- 가족의 비밀 (제작, 2014)
- 소원을 말해봐 (제작, 2014)
- 내 생애 봄날 (제작, 2014)
- 예쁜 남자 (제작, 2013)
- 우리집 여자들 (제작, 2011)
- 장난스런 KISS (제작, 2010)
- 아내의 유혹 (제작, 2008)
- 궁S (제작, 2007)
- 환상의 커플 (특별출연, 2006)
- 환상의 커플 (제작, 2006)
- 궁 (제작, 2006)
- 이 죽일 놈의 사랑 (제작, 2005)
- 미안하다, 사랑한다 (제작, 2004)
- 매직 (제작, 2004)
- 섬마을 선생님 (제작, 2004)
- 천생연분 (제작, 2004)
- 앞집 여자 (제작, 2003)
- 보디가드 (제작, 2003)
- 삼총사 (제작, 2002)
- 명랑소녀 성공기 (제작, 2002)
- 온달 왕자들 (제작, 2000년)
- TV 내무반 신고합니다 (제작, 1999년 1월~1999년 12월)
- 이것이 인생이다 (제작, 1998년)
- 전국을 달린다 (제작, 1996년 1월~1997년 4월)
- 가족 오락관 (제작, 1995년 7월)
- TV쇼 진품명품 (제작, 1995년 5월)
- 생방송 아침만들기 (제작, 1993년)

## 음악
- 풍산개 (2011, 음악)
- 연애 (2005, 음악)
- 주글래 살래 (2003, 음악)
- 교도소 월드컵 (2001, 음악)
- 죽이는 이야기 (1998, 음악)
- 투캅스 2 (1996, 음악)
- 쫄병 수첩 (1989, 연출)

## 광고
- 에스콰이아 콜렉션
- 에스콰이아 소르젠떼
- 롯데 산록 골드 우유
- 고려 페인트

## 작곡
- 언제나 그대 내곁에(김현식, 송병준 작사/송병준 작곡/김현식 노래) (1988)